# Florapark (Amsterdam)

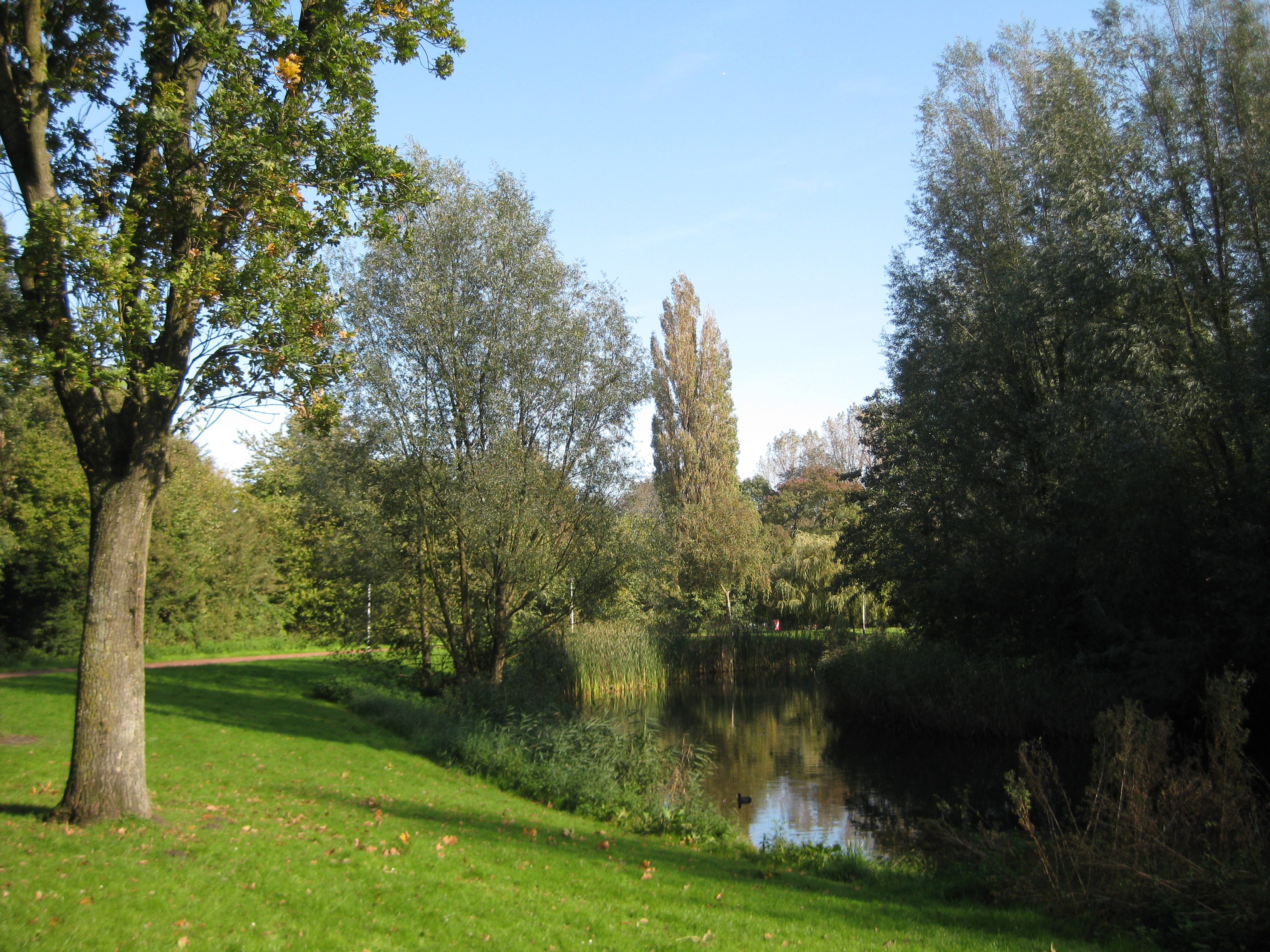
Rondom de vijver in het Florapark

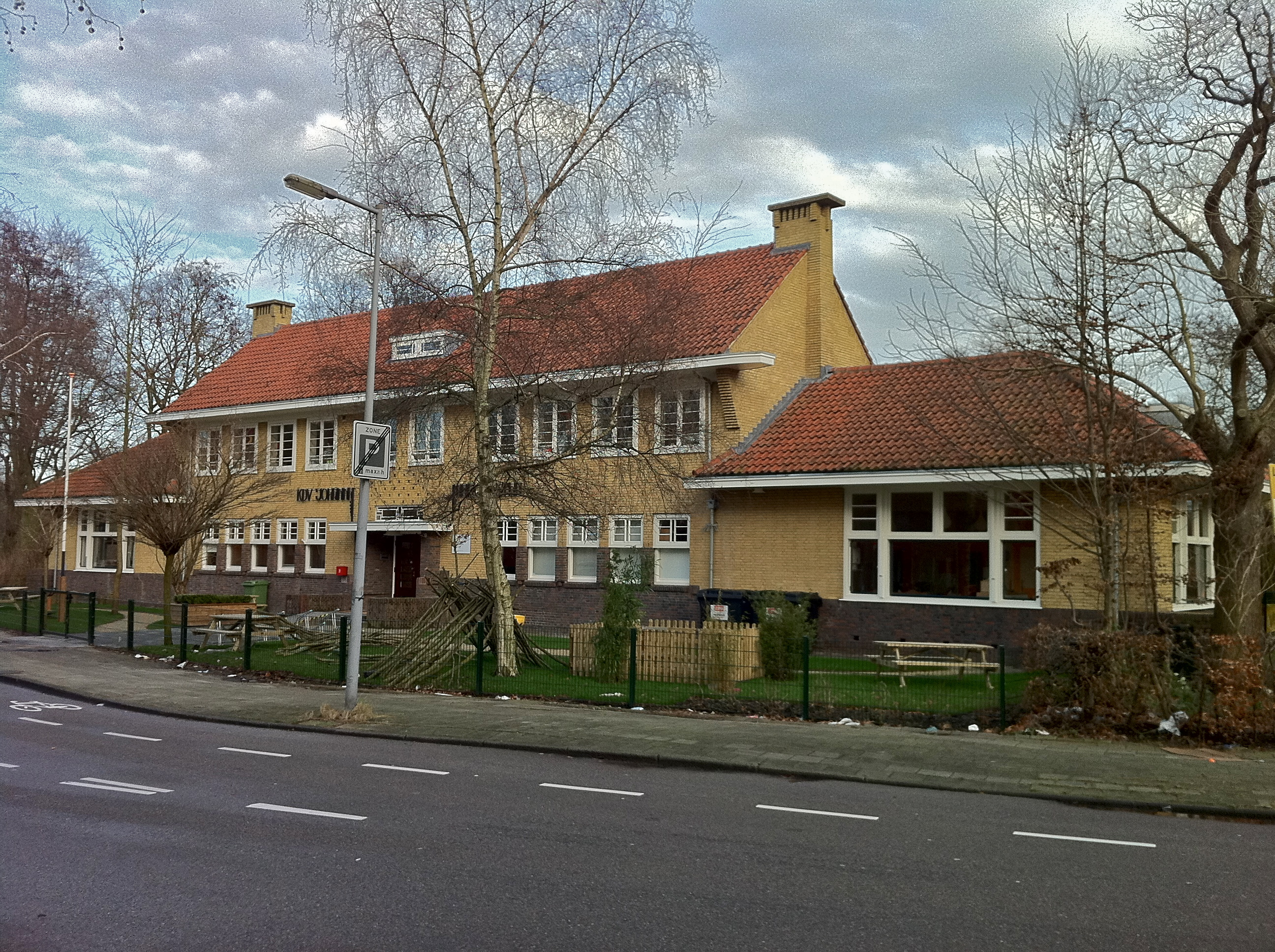
Eerste kinderbewaarplaats uit 1930 in het Florapark; de Johanna Margaretha.

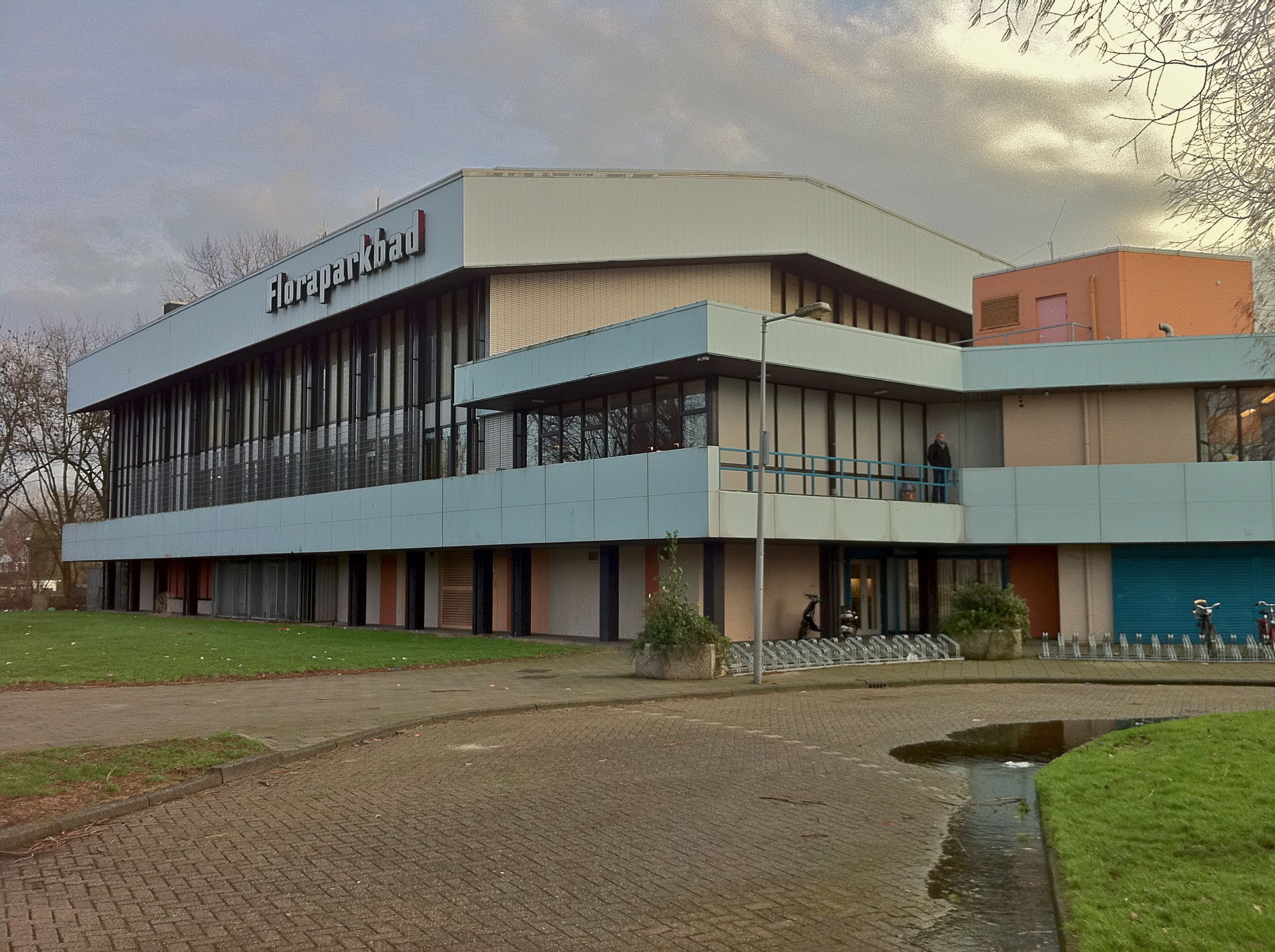
Floraparkbad 1975 - 2015

Het Florapark is een voormalig park in het Amsterdamse stadsdeel Amsterdam-Noord. Het maakt nu onderdeel uit van het Noorderpark.

## Aanleg in 1921
Het park is aangelegd in 1921 in Engelse landschapsstijl aan de westkant van het Noordhollandsch Kanaal, geheel volgens het ontwerp van Jan Willem Cornelis Tellegen (1859-1921) uit 1914, toen hij nog directeur was van de gemeentelijke dienst Bouw- en Woningtoezicht. Tellegen was een uitgesproken parkenliefhebber, en de nabijheid van schone lucht, groen en natuur achtte hij essentieel voor nieuwe volksbuurten. Reeds in 1899 had hij als directeur Gemeentewerken in Arnhem ervoor gezorgd dat in 1899 het landgoed Sonsbeek werd aangekocht om het openbaar toegankelijk te maken als park.

## Recreatie voor de wijk
In het park lagen van oudsher enkele belangrijke wijkvoorzieningen voor de Bloemenbuurt. In het park was een kinderspeelplaats en vijver aangelegd door woningbouwvereniging Zomers Buiten. Ook was een professionele kinderopvang van Amsterdam gebouwd aan de rand van het park aan de Wingerdweg, genaamd Johanna Margaretha. Het pand, gebouwd in late Amsterdamse Schoolstijl, is in 1930 ontworpen door architect Th.J. Roetering als ‘Kinderbewaarplaats’ en daarmee het eerste gebouw in de stad, mogelijks zelfs in heel Nederland, dat speciaal voor deze bestemming is neergezet. In 1975 opende het Floraparkbad aan de Sneeuwbalweg. In 2015 opende een nieuw zwembadcomplex naast het oude, waarna het bad uit 1975 is gesloopt. Het nieuwe bad heeft de naam Noorderparkbad gekregen omdat het park rondom ook een naamswijziging heeft ondergaan.

## Samenvoeging met Volewijkspark
In 2014 zijn het Florapark en het Volewijkspark, gelegen aan de overzijde van het Noordhollandsch Kanaal, samengevoegd tot het Noorderpark. Het metrostation Noorderpark, dat werd geopend in 2018 op de kruising van de Nieuwe Leeuwarderweg en de Johan van Hasseltweg, is genoemd naar het park.